# لينارد مالوني
لينارد مالوني (بالألمانية: Lennard Maloney) هو لاعب كرة قدم ألماني في مركز الدفاع، ولد في 8 أكتوبر 1999 في برلين في ألمانيا. شارك مع منتخب ألمانيا تحت 18 سنة لكرة القدم ومنتخب ألمانيا تحت 19 سنة لكرة القدم ومنتخب الولايات المتحدة تحت 20 سنة لكرة القدم. أما مع النوادي، فقد لعب مع بوروسيا دورتموند ب وكيمنتزر ويونيون برلين.

## وصلات خارجية
- لينارد مالوني على موقع قاعدة بيانات كرة القدم.إي يو (الإنجليزية)
- لينارد مالوني على موقع بيانات كرة القدم. دي إي (الألمانية)
- لينارد مالوني على موقع Soccerway.com (الإنجليزية)
- لينارد مالوني على موقع عالم كرة القدم.نت (الإنجليزية)